# Miquel Brunet Miquel
Miquel Brunet Miquel (Manacor, 1919 - 2007) fou un pintor i dibuixant mallorquí. Començà a dibuixar a la infantesa de manera autodidàctica, durant la immobilitat derivada d'un accident. Aprengué l'ofici de sastre a l'Acadèmia de Sastreria de Barcelona. El 1943-1944 feu estudis de pintura a l'Acadèmia de Dibuix Ricard Tàrrega, de Barcelona, i pintà els seus primers olis. Des de 1949, es dedica plenament a la pintura. Quan tornà a Mallorca fou encoratjat a pintar pels artistes de Manacor i, sobretot, per Rafel Jaume que el feu participar en el Grup Tago. El 1959 exposà per primera vegada a Palma.
El 1960 sojornà a Madrid, on es relacionà amb Olga Sacharoff, estudià els manifests de Joaquim Torres García i admirà els paisatges d'Ortega Muñoz, que l'influïren decisivament. Situat al marge del tradicionalisme postimpressionista, s'insereix dins els artistes de Mallorca dedicats a un realisme màgic i ingenuista, com Jaume Mercant i Miquel Rivera Bagur. Conreà la natura morta, la figura i el paisatge. Devers 1970, començà a deixar els tons terrosos i evolucionà cap a un cromatisme més lleuger i alegre. Ha exposat individualment a Mallorca, Barcelona, Madrid, Alemanya i Estats Units d'Amèrica. El 1984, li fou concedit el premi Ciutat de Palma de Pintura. El 1990, el Govern de les Illes Balears organitzà una exposició retrospectiva a la Llonja de Palma, i, el 2002, se'n feu una d'antològica al Casal Solleric, de Palma. El 2003 va rebre el Premi Ramon Llull.